# Perdition City
Perdition City (podnaslovljen Music to an Interior Film) peti je studijski album norveškog elektroničkog sastava Ulver. Diskografska kuća Jester Records objavila ga je 26. ožujka 2000. Album su snimili i producirali Kristoffer Rygg i Tore Ylwizaker, miksao Ylwizaker u Beep Jam studiju, a masterirao Audun Strype u Strype Audio.
Perdition City nastavlja eksperimentirati iz Themes from William Blake's The Marriage of Heaven and Hell i Metamorphosis, koje sadrže elemente trip hopa, jazza, ambijentalne glazbe, izgovorene riječi i elektronike, a kombinacija je opisana kao "ćudljiva", "atmosferična", i "kinematografskog opsega". Album je dobio pozitivne kritike nakon izlaska, u časopisu Kerrang! napominjući: "Ovo nije rock 'n roll. Ovo je evolucija u tako velikim razmjerima da većina sastava ne bi mogla ni zamisliti svoje male umove oko toga."

## Pozadina
EP Metamorphosis, objavljen u rujnu 1999., predstavio je Ulverov novi elektronički zvuk, zalazeći u ono što će postati temelj svim budućim pločama,
Sada sastavljen od samo dva člana, Rygga i Ylwizakera, duo je počeo uključivati terenska snimanja u svoj rad. Tijekom snimanja albuma Perdition City Ylwizaker bi objesio mikrofone ispred prozora svog stana na 5. katu kako bi uhvatio zvukove središnjih gradskih ulica.
Podnaslovljen "Music to an Interior Film", Perdition City i prateći EP Silence Teaches You How to Sing i Silencing the Singing predstavljaju prijelaz na rad sastava u Soundtracku, uvelike nadahnut rezultatima elektroničkog programiranja i digitalnog zvuka manipulacija s kojom su eksperimentirali tijekom snimanja Themes from William Blake's The Marriage of Heaven and Hell. U odgovoru na podnaslov, Rygg dodaje: "Mi mislimo upravo ono što kažemo, apstraktni "unutarnji film". Ne bi bilo mudro komentirati ništa nakon toga u slučaju da postoji skrivena poruka." Leonards Lair navodi da je Perdition City „mnogo više od pozadinske glazbe, koja je sposobna dodati atmosferu filmu, no izvučena iz konteksta kao samostalan komad je u konačnici bezvrijedna. Ova glazba je prenametljiva, i da budemo iskreni, predobra za soundtrack.“
Proširujući fotografiju uključenu u knjižicu Perdition City, Rygg komentira: "Nismo svjesno mislili odvesti slušatelja u konkretan grad, to je više metafora i apstrakcija. Moj prijatelj koji je napisao knjige i snimio mnogo fotografija nadahnuo me je da snimim čudne slike. Zatim smo sakupili najbolje od njih kako bismo podržali priču koju čine stihovi. Pokušali smo napraviti antiestetsku cjelinu koja bi stvorila dokumentarni osjećaj."
U poruci na omotu stoji: "Ovo je za postaje prije i poslije spavanja. Preporučuju se slušalice i mrak." Rygg dodaje: “Tama je uvijek fascinantna, kao i velika praznina. Nije bitno u kojim estetskim okolnostima ta praznina nastaje. Uvijek je tu i to nam je bilo važno shvatiti na Perdition City: praznina je čak i iznad glasa. (…) Smiješno je što nas nazivate kriminalnim alkemičarima. Doista, u našim tekstovima ima dovoljno kriminalnih i alkemijskih aspekata, ili fascinantnih graničnih tema, da budemo konkretniji. Sve se to događa u mrtvom gradu, ili bolje: u centru, zamišljenoj lokaciji nigdje i ničega.”
Rygg u Unstrainedu 2007. kaže: "Kao što sam rekao, imamo samo tri dosljedna albuma. Mislim da je Nattens Madrigal jedan, mislim da je Perdition City jedan, i mislim da je ovaj novi (Shadows of the Sun). Svi zvuče prilično ukočeno. Bili smo jako u stvari kao što su Amon Tobin, Warp Records i tako dalje, a to je sigurno utjecalo na zvuk toga." Nastavljajući, “(Izrada filmske glazbe) bio je mukotrpniji posao nego što smo mislili. To je uzbudljiv posao, ali je i više komercijalno orijentiran. Možete primijeniti vlastiti ukus i vlastitu viziju, naravno, no samo do određene mjere. Uvijek se svodi na ono što redatelj i producenti imaju na umu. I ja to poštujem, jer oni su ti koji imaju mnogo novca u igri. Kao glazbeniku, prednost je ako se uključite rano u proces, prije nego što je montaža gotova jer tada možete unakrsno uređivati zvukove i slike za bolji zamah ili što već. Dok ako je materijal već uređen, može biti teško ga uskladiti. Također, morate naučiti ostaviti svoj ego po strani jer je očito sam film prioritet, pa nije kao snimanje album. To nije glazba sama po sebi Podvlaka je, više usmjerena na podsvjesno iskustvo. U kontekstu kina, zapravo ne biste trebali slušati glazbu, nego je osjećati."

## Popis pjesama
| 1.    | »Lost in Moments«                                    | 7:16 |
| 2.    | »Porn Piece or the Scars of Cold Kisses«             | 7:08 |
| 3.    | »Hallways of Always« (instrumentalna skladba)        | 6:35 |
| 4.    | »Tomorrow Never Knows« (instrumentalna skladba)      | 7:59 |
| 5.    | »The Future Sound of Music« (instrumentalna skladba) | 6:39 |
| 6.    | »We Are the Dead«                                    | 3:41 |
| 7.    | »Dead City Centres«                                  | 7:10 |
| 8.    | »Catalept« (instrumentalna skladba)                  | 2:15 |
| 9.    | »Nowhere / Catastrophe«                              | 4:48 |
| 53:31 |                                                      |      |

## Recenzije
William York, glazbeni kritičar sa stranice AllMusic pozitivno je komentirao: “Peti album, Perdition City je album ćudljive, atmosferične elektronike, izgrađene oko osnovnih ritmova nižeg tempa i noir-ish elektroničkih glasovirskih harmonija, a zatim dopunjene raznim blipsovima i bleepovima, statični šumovi, uzorci i povremeni vokali.” Dodatno, Johnathan Hill je istaknuo "jazz obojene" momente albuma, napominjući da su "bogati i raznoliki instrumentalni odlomci" omogućili veću razinu dubine u glazbenim istraživanjima sastava.
Nasuprot tome, David M. Pecoraro iz Pitchforka dodijelio je albumu 2,6/10 i izjavio: “Tko zna? Možda je Perdition City bio ništa više od dobronamjernog, ali u konačnici nepromišljenog eksperimenta za ove tipove. Ulver bi mogao razmisliti o povratku svojim metalnim korijenima."

## Zasluge
| Ulver - Trickster G. – vokal, sintesajzer, bubnjevi - Tore Ylwizaker – sintesajzer, glasovir, bas Ostalo osoblje - Bård Torgersen – fotografije - Esben Johansen – fotografije (na naslovnici) - Subtopia – dizajn - Audun Strype – mastering | Dodatni glazbenici - Håvard Jørgensen – gitara - Øystein Moe – bas (na pjesmi "Lost in Moments") - Rolf Erik Nystrøm – saksofon (na pjesmama "Lost in Moments" i "Dead City Centres") - Bård Eithun – V-Drums (na pjesmi "The Future Sound of Music") - Kåre J. Pedersen – bubnjevi (na pjesmi "Porn Piece or the Scars of Cold Kisses") - Ivar H. Johansen – bubnjevi (na pjesmi "Nowhere / Catastrophe") |